# Thorrur
Thorrur es una ciudad censal situada en el distrito de Mahabubabad en el estado de Telangana (India). Su población es de 19100 habitantes (2011). Se encuentra a 146 km de Hyderabad, la capital del estado.

## Demografía
Según el censo de 2011 la población de Thorrur era de 19100 habitantes, de los cuales 9688 eran hombres y 9412 eran mujeres. Thorrur tiene una tasa media de alfabetización del 78,28%, superior a la media estatal del 67,02%: la alfabetización masculina es del 86,32%, y la alfabetización femenina del 70,08%.